# Bart Woering
Bart Woering (Sleen, 20 oktober 1991) is een Nederlands doelman die tussen 2012 en 2014 speelde voor FC Emmen.

## Carrière
Woering maakte op jonge leeftijd zijn debuut in het eerste elftal van VV Sleen, de club uit zijn geboorteplaats. Voor het seizoen 2012/13 stapte hij over naar profclub FC Emmen. In zijn eerste seizoen fungeerde hij als derde doelman achter Peter van der Vlag en Harm Zeinstra. In zijn tweede seizoen werd hij, na het vertrek van Zeinstra, tweede doelman. Op 25 april 2014 maakte hij in de thuiswedstrijd tegen Fortuna Sittard (1-1) zijn debuut in het betaald voetbal. Hij mocht in deze voor FC Emmen laatste wedstrijd van het seizoen bij wijze van beloning starten in de basisopstelling. Aan het einde van het seizoen besloot Woering om zich te gaan richten op een maatschappelijke carrière en terug te keren naar het amateurvoetbal. Hij ging spelen bij SC Erica, hij vertrok na afloop van het seizoen bij SC Erica om een stapje omhoog te maken en te spelen bij Be Quick 1887.

## Statistieken
| Seizoen | Club          | Competitie     | Wedstrijden | Doelpunten |
| ------- | ------------- | -------------- | ----------- | ---------- |
| 2012/13 | FC Emmen      | Eerste divisie | 0           | 0          |
| 2013/14 | FC Emmen      | Eerste divisie | 1           | 0          |
| 2014/15 | SC Erica      | Eerste klasse  | ?           | ?          |
| 2015/16 | Be Quick 1887 | Hoofdklasse    | ?           | ?          |
| 2016/17 | Be Quick 1887 | Derde divisie  | 23          | 0          |
| 2017/18 | ACV           | Derde divisie  | 14          |            |